# Неменский, Борис Михайлович
Бори́с Миха́йлович Неме́нский (род. 24 декабря 1922, Москва) — советский и российский живописец, педагог, профессор. В настоящее время является самым старым художником в мире.
Академик АПН СССР (1991; член-корреспондент c 1982). Академик РАХ (2007; член-корреспондент c 2001), народный художник РСФСР (1986), лауреат Сталинской премии III степени (1951), Государственной премии России (1997) и премии Президента Российской Федерации в области образования (2003).

## Биография
Родился 24 декабря 1922 года в Москве.
После школы учился в Московском художественном училище памяти 1905 года. В 1942 году окончил Саратовское художественное училище и был призван в РККА. Служил в СВХ имени М. Б. Грекова. Создал ряд фронтовых рисунков и этюдов. В 1951 году окончил МГАХИ имени В. И. Сурикова. Преподавал в МГПИ имени В. П. Потёмкина (1957—1960), МГПИ имени В. И. Ленина (1960—1962). Член-корреспондент АПН СССР с 1982 года, действительный член РАО с 1992 года. С 1966 года — профессор художественного факультета ВГИКа. Автор оригинальной программы эстетического воспитания школьников.

## Семья
- Отец — Михаил Ильич Неменский (1894—1979), финансист, после революции долго работавший в Совнаркоме.
- Мать — Вера Семёновна Парусникова — Неменская (в девичестве Парусникова), зубной врач, дочь священника[2][3].
- Вторая супруга — Лариса Александровна Неменская (род. 1955), кандидат философских наук, почётный член РАХ[4]
- Сын — Михаил Борисович Неменский (род. 1962), инженер, юрист.
- Сын — Олег Борисович Неменский (род. 1979), российский историк и политолог.

## Творчество
- «Мать» (1945)
- «О далёких и близких» (1950)
- «Дыхание весны» (1955)
- «Земля опалённая» (1957)
- «Безымянная высота» (1961—1962)
- «Тишина» (1965)
- «Солдаты» (1967—1971)
- «Твоё далёкое детство. Отцы. 1941 год» (1969)
- «Последнее письмо» (1975)
- «Память Смоленской земли» (1984)
- «Собеседники» (1984)
- «Стихи» (1972)
- «Дом друга моего» (1985)
- «Зеркало» (1991)
- «Новое детство» (2001—2003)

## Награды и премии
- народный художник РСФСР (9 октября 1986 года) — за заслуги в развитии советского изобразительного искусства[5].
- заслуженный художник РСФСР (21 марта 1973 года) — за заслуги в области советского изобразительного искусства[6].
- Сталинская премия третьей степени (1951) — за картину «О далёких и близких» (1950)
- Государственная премия Российской Федерации в области литературы и искусства 1996 года (29 мая 1997 года) — за создание системы введения в художественную культуру[7].
- Премия Президента Российской Федерации в области образования за 2002 год (5 октября 2003 года) — за создание учебно-методического комплекта по изобразительному искусству для начальной школы «Изобразительное искусство и художественный труд»[8].
- Орден «За заслуги перед Отечеством» III степени (28 марта 2019 года) — за большой вклад в развитие отечественной культуры и искусства, средств массовой информации, многолетнюю творческую деятельность[9].
- Орден «За заслуги перед Отечеством» IV степени (25 июля 2013 года) — за большой вклад в развитие отечественного изобразительного искусства и многолетнюю творческую деятельность[10].
- Орден «Кирилл и Мефодий» первой степени (НРБ).
- Медаль «За победу над Германией в Великой Отечественной войне 1941-1945 гг.».
- Медаль «За боевые заслуги».
- Премия «Сокровищница Родины».
- Премия «За выдающийся вклад в развитие изобразительного искусства» (2018).
- Премия «Сакура» (Япония).
- Золотая медаль имени Л. Н. Толстого (Международная ассоциация детских фондов)